# Hans Walther (Bildhauer, 1526)

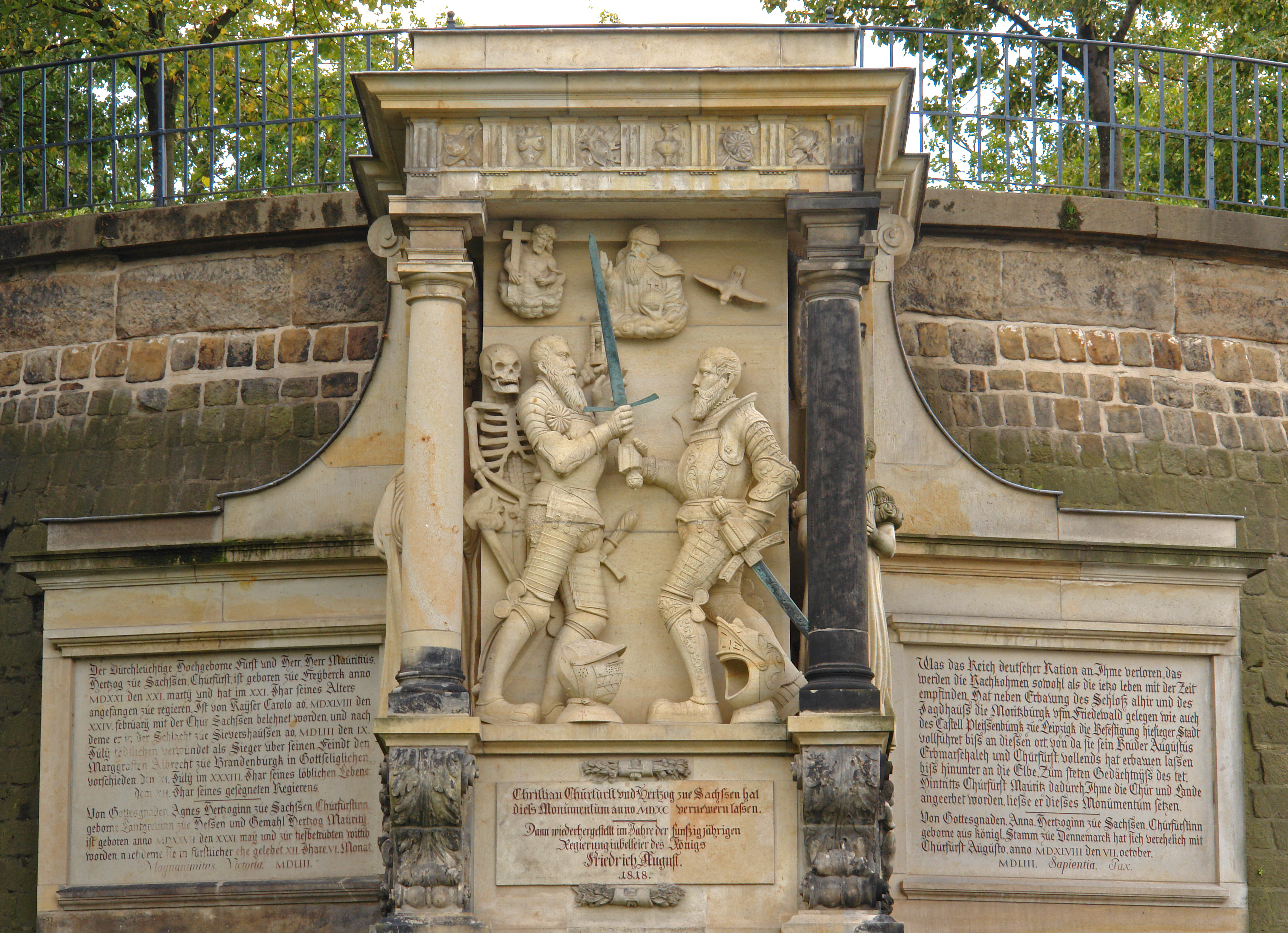
Moritzmonument (Kopie) in Dresden (1555)

Hans Walther (* 1526 in Meißen; † 10. September 1586 in Dresden) war ein deutscher Bildhauer der Renaissance und ab 1571 Bürgermeister von Dresden. Er stammt aus einer Künstlerfamilie, die sechs Generationen lang schwerpunktmäßig in Breslau und im Kurfürstentum Sachsen tätig war. Zur Abgrenzung gegenüber seinem Großvater, dem in Breslau tätigen Bildhauer gleichen Namens, wird er allgemein als Hans Walther II bezeichnet.

## Leben

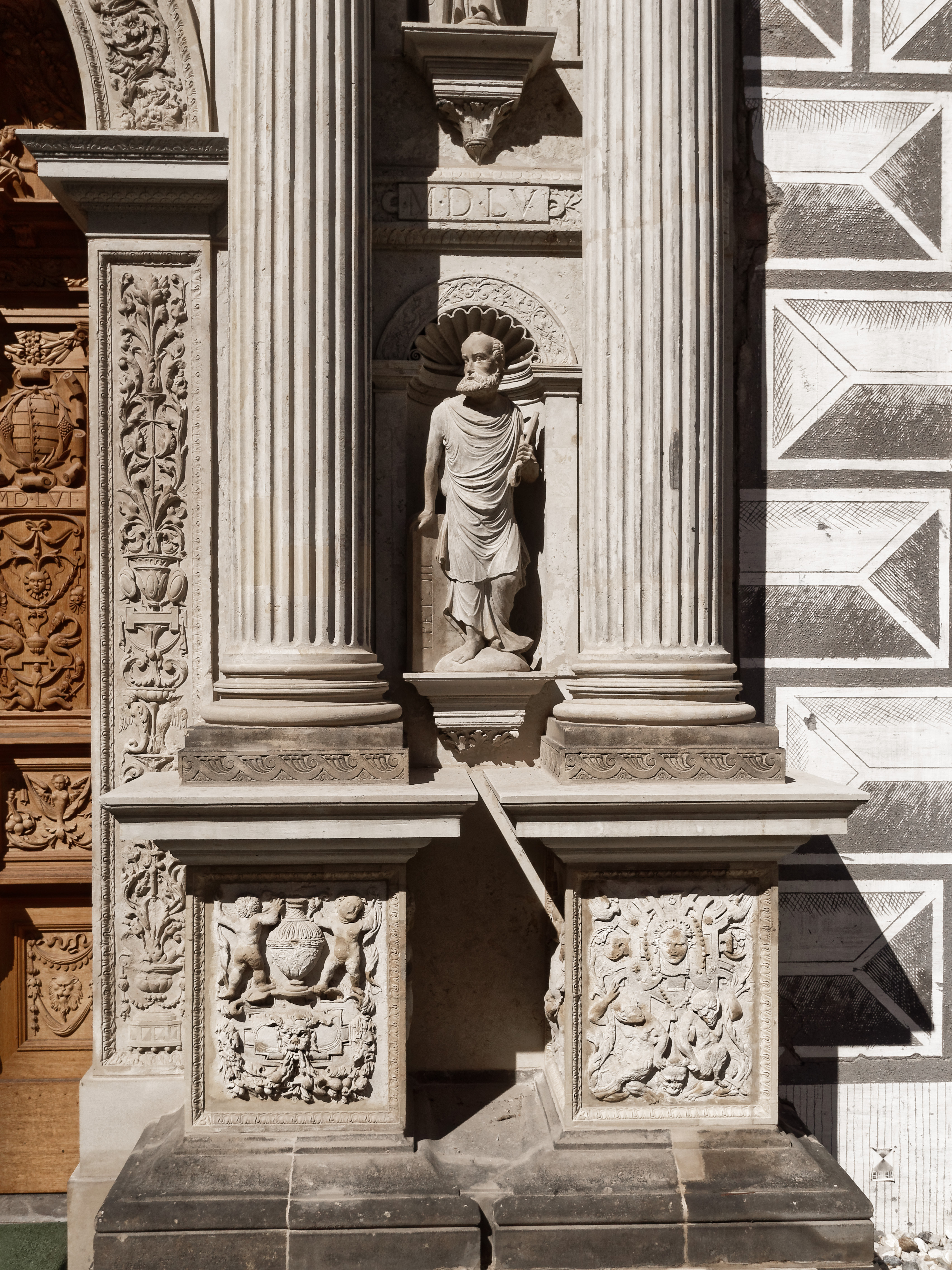
Petrus am Portal der Schlosskapelle Dresden (um 1555)

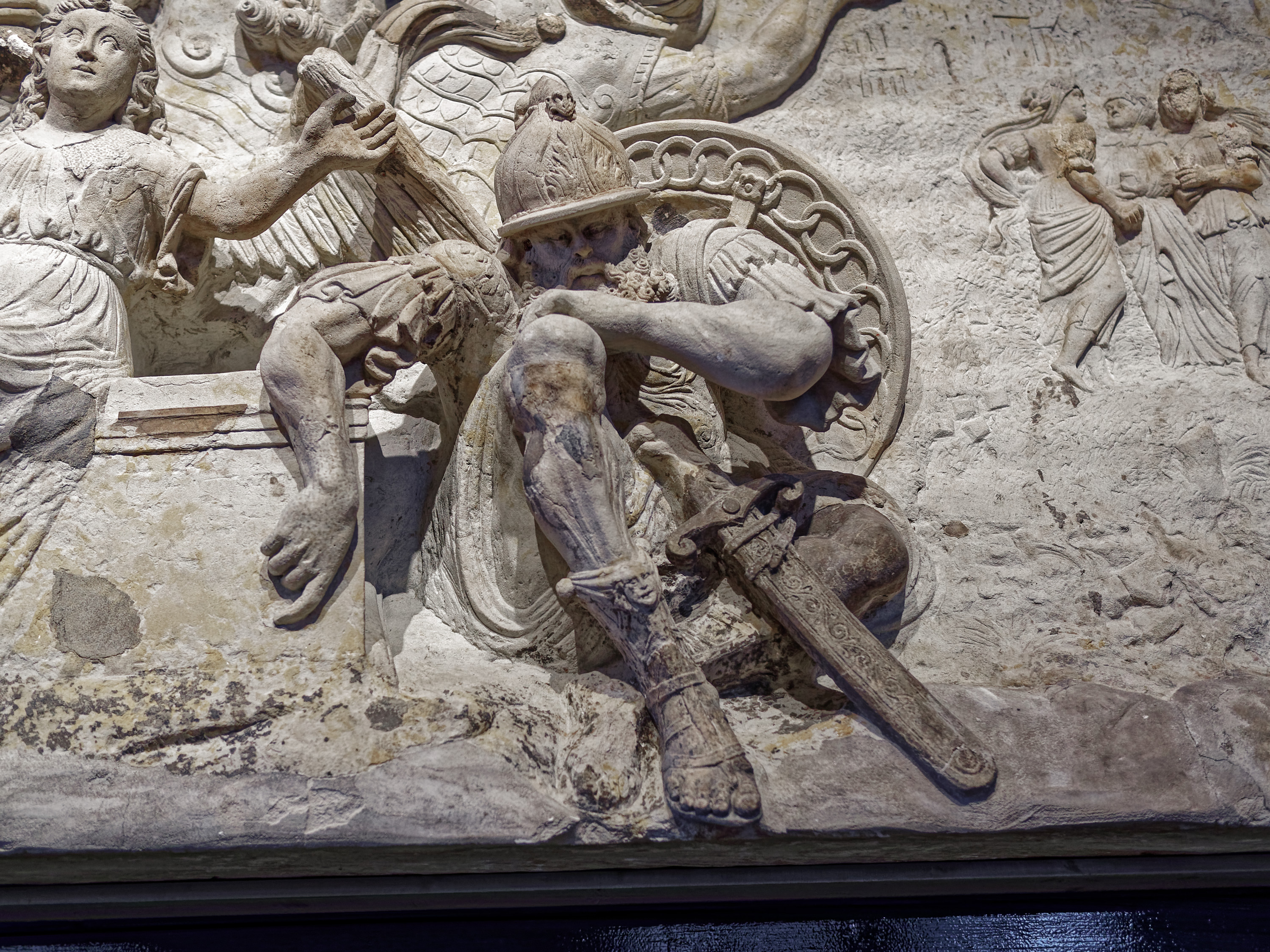
Auferstehungsrelief des Schlosskirchenportals im Residenzschloss Dresden (um 1555)

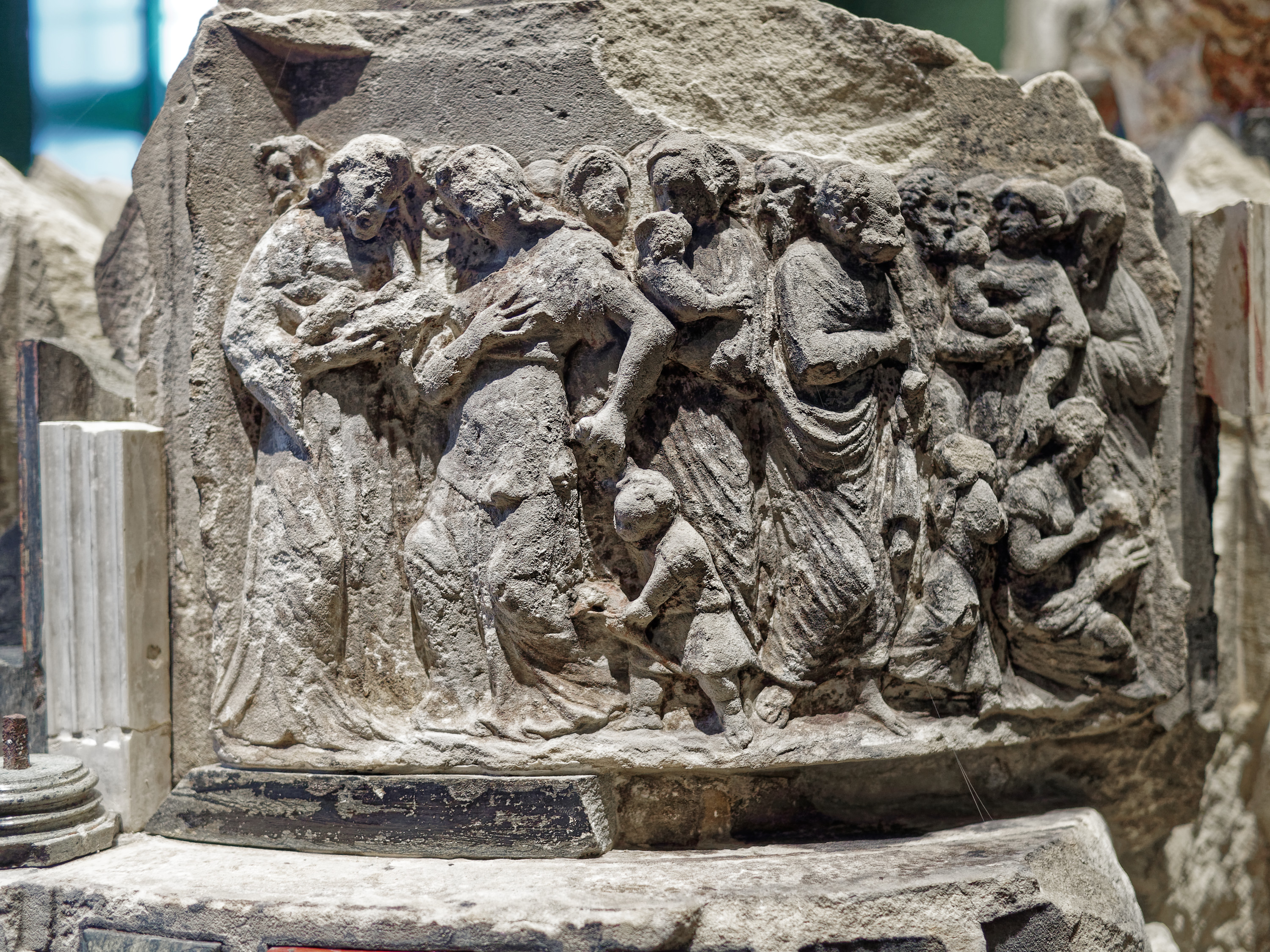
Taufstein aus der Dresdener Schlosskapelle (1558)

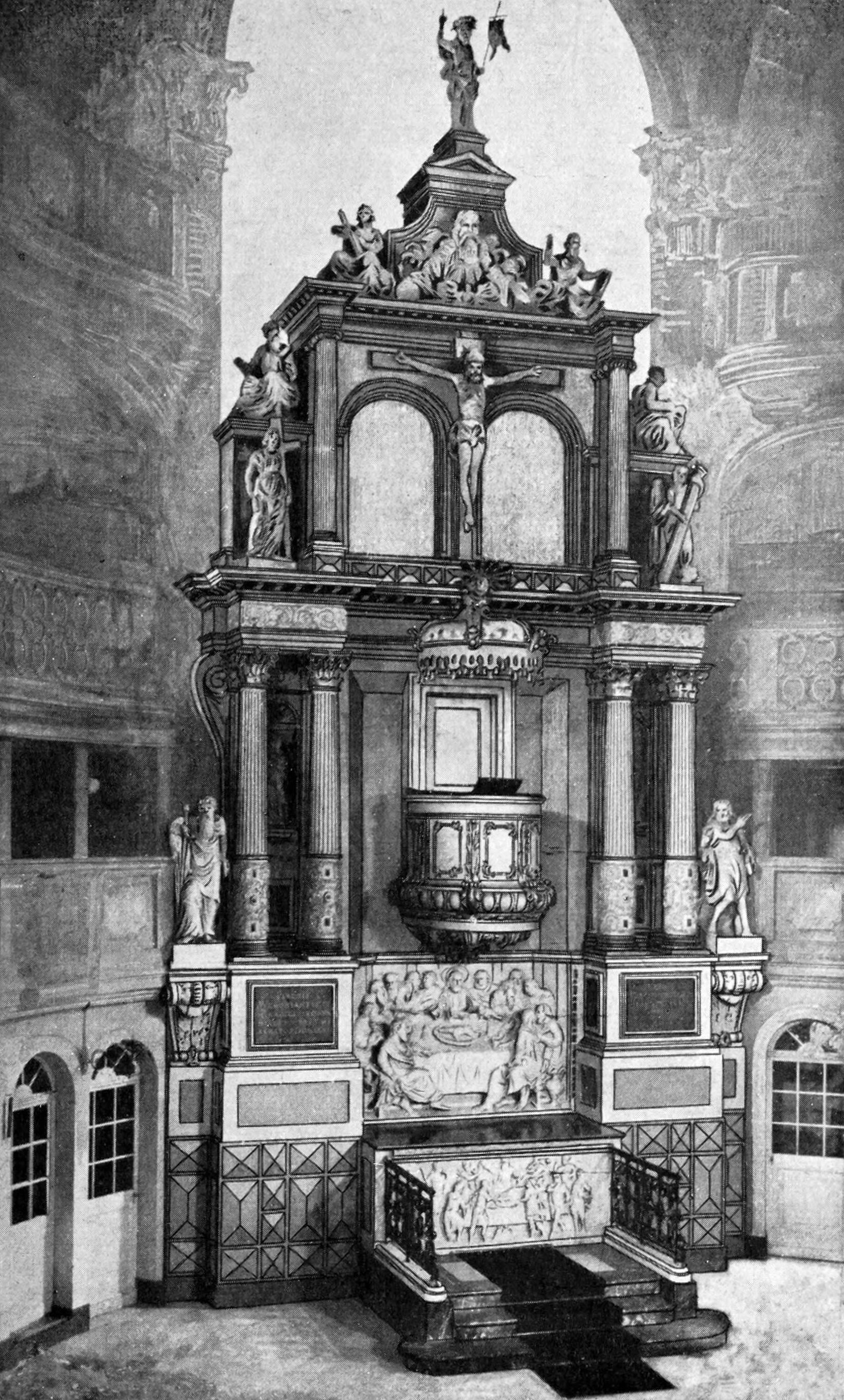
Altar aus der Kreuzkirche

Hans Walthers II Vater Christoph Walther I hat seit 1517 Skulpturen im Stil der Frührenaissance in Annaberg und Reliefs an der Albrechtsburg in Meißen gefertigt. In Meißen kam der Sohn zur Welt und kam um 1530 mit seinem Vater nach Dresden, wo er zwei Jahre nach dessen Tod am 2. März 1548 als Dresdner Bürger vereidigt wurde. Ab 1561 gehörte er dem Rat der Stadt an. In dieser Funktion übernahm er die Leitung des Salzamtes und des Bauamtes. Damit oblag ihm die Aufsicht über die gesamten städtischen Bauvorhaben. 1571 wurde er einer der drei Bürgermeister der Stadt und übte dieses Amt im üblichen Dreijahresrhythmus bis zu seinem Tod aus. Sein stattliches Wohnhaus stand am Altmarkt. Außerdem besaß er mehrere Grundstücke in der Dresdner Umgebung.
Nach Übernahme der väterlichen Werkstatt 1546 fertigte er zunächst Epitaphien.
Vermutlich im Frühjahr 1549 erhielt Hans Walther II mit seiner Werkstatt den Großauftrag, an der Bauplastik des gerade nach einem neuen Konzept erweiterten Umbau des Dresdner Residenzschlosses bis 1555 mitzuwirken. Entwürfe hierzu lieferte wahrscheinlich der aus Italien nach Dresden übergesiedelte Maler und Musiker Benedetto Tola, mit dem Hans Walther II auch bei anderen Gelegenheiten in der Folge zusammenarbeitete. Zu Hans Walthers II Arbeiten gehören die Reliefs an den drei Treppentürmen (1549/1550), an der Loggia vor dem Hausmannsturm (heute Kopien, Teile im Museum erhalten) und am Portal der Schlosskirche (1555). Wahrscheinlich lieferte seine Werkstatt auch die zahlreichen großen Statuen auf den Giebeln des Schlosses. Für die Schlosskapelle schuf er Teile des Altars und 1558 den Taufstein.
Zu seinen weiteren Schöpfungen gehören unter anderem das Moritzmonument von 1555 sowie Ausstattungsstücke für die Kreuzkirche. Dank seiner Erfahrungen im Bauwesen, die der vermutlich bei seinen Arbeiten am Dresdener Residenzschloss gewonnen hatte, leitete er zwischen 1579 und 1583 den Umbau des Kreuzkirchenturms.
1574 war er eines der Gründungsmitglieder der Innung der Maler und Bildhauer. Hans Walther verstarb 1586 in Dresden und wurde auf dem Frauenkirchhof beigesetzt.

## Familie
Der Sohn von Hans Walther II war der Maler Christoph Walter (1550–1592), der in den Diensten von Kurfürst August stand; zwecks Ausschließung einer Verwechslung mit seinem Onkel schrieb er seinen Nachnamen „nur mit t ohne h“. Er heiratete Katharina Tola, die Tochter Benedetto Tolas, dessen Schüler er war.
Die Söhne von Hans’ Vetter Christoph (II) wurden ebenfalls als Bildhauer in Dresden tätig und griffen auf die gut laufende Werkstattorganisation zurück: Andreas Walther (III) (~1555–1596), Christoph Walther IV (1572–1619), Michael Walther (1574–1624) und Sebastian Walther (1576–1645).

## Werke
Hans Walther war ein prägender Künstler für die Bauplastik und Reliefkunst der Dresdner Renaissance. Seine Figuren sind ausdrucksstark individualisiert, ausgewogen-harmonisch in der Bewegung und orientiert am antiken Kontrapost; die wiederentdeckten antiken Stilelemente liegen auch in den Faltenwürfen der Gewänder und den Gesichtszügen mit charakteristischen Frisuren und Bärten, frontal oder im Profil.
Neben seinen bauplastischen Arbeiten belegen auch einige erhaltene Grabsteine von seiner Hand, u. a. in Meißen, Siebeneichen und im Kreuzgang des Freiberger Doms, sein künstlerisches Können. In der zweiten Hälfte der 1550er Jahre war Walther auch als Modelleur der Eisengießhütte Königstein (Sächsische Schweiz) tätig und schuf einige hölzerne Plattenmodelle für Kunstgussarbeiten. Jeweils zwei nachweislich von ihm gestaltete Arbeiten haben sich als Abgüsse im Museum für Sächsische Volkskunst in Dresden und im historischen Restaurant Vincenz Richter in Meißen erhalten.
Werke (in Auswahl):
- 1549–1553: Arbeiten an den drei Treppentürmen im Großen Schlosshof des Dresdner Residenzschlosses; Reliefschmuck am Altan vor dem Hausmannsturm aus der Geschichte Josuas im Kampf mit den Ammonitern; beabsichtigt war ein allegorischer Bezug auf die Siege von Kurfürst Moritz über Johann Friedrich I. und über die Türken. (um 1900 durch Kopien ersetzt, die Originale befinden sich heute teilweise im Stadtmuseum Dresden)[4]
- 1555: Moritzmonument an der Hasenbastei (ab 1895 an der Nordwestecke der Brühlschen Terrasse)
- 1555: Auferstehungsrelief am Portal zur Schlosskapelle Dresden, weiterhin Figuren des Petrus und des Moses auf der rechten Seite. Hier Zusammenarbeit mit dem Steinmetztrupp von Giovanni Maria Aostalli aus Prag.[5]
- 1555: Seitenteile und Predella des 1554 von Benedetto Tola entworfenen ehem. ersten Altars der Dresdener Schlosskapelle (1945 teilzerstört und heute rekonstruiert in der Torgauer Schlosskapelle aufgestellt)
- 1555: Taufstein der Jakobikirche Freiberg
- 1556: Kanzel der alten Frauenkirche (ab 1813 in Bischofswerda)
- 1558: (inschr. dat.) Taufstein der Schlosskapelle Dresden, später in der Sophienkirche (1602 und 1662 erweitert, 1945 stark beschädigt)[6]
- 1558: Altar der Dorfkirche in Maxen
- 1562: Portal der Schlosskirche im Innenhof des Schweriner Schlosses
- 1567: Kurfürst August von Sachsen ließ über den Gräbern seiner Ahnen in der Kloster Petersberg von Hans Walther das Kenotaph Domus Sepulturae erbauen.
- 1568: Taufstein für die Dresdner Kreuzkirche (Brückenamtsrechnung: 500 fl.)
- ab 1572: Großer Altar für die Kreuzkirche (Kostenvoranschlag 1572; Vergoldung 1579) mit Abendmahls- und Passahmahl-Szene, ab 1927 in der St.-Johannis-Kirche in Bad Schandau aufgestellt[7]
- 1572: Modell zum Turm der Kreuzkirche (vollendet 1584)
- 1573: Wappenschmuck an der Saturnusbastei
- 1575: Brunnenfigur der Ritters Dutschmann in Bautzen
- 1580: Altar der Jakobikirche in Wilsdruff
- 1585: Epitaph mit Pietà aus Alabaster für Damian von Sebottendorf in der Marienkirche in Pirna

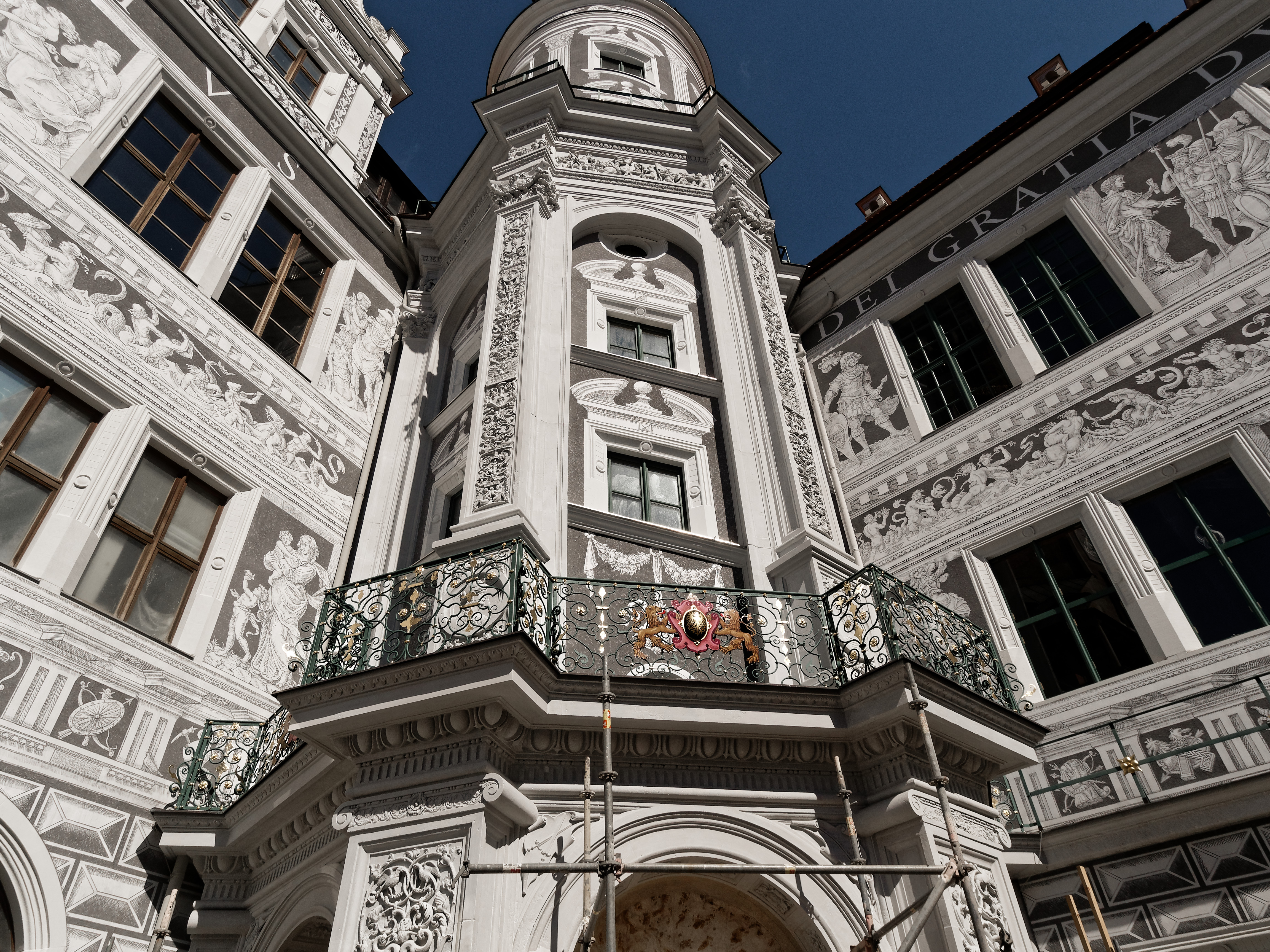
Bauschmuck am Nordostwendelstein des Dresdener Residenzschloss (1549/50) (Teilkopie)
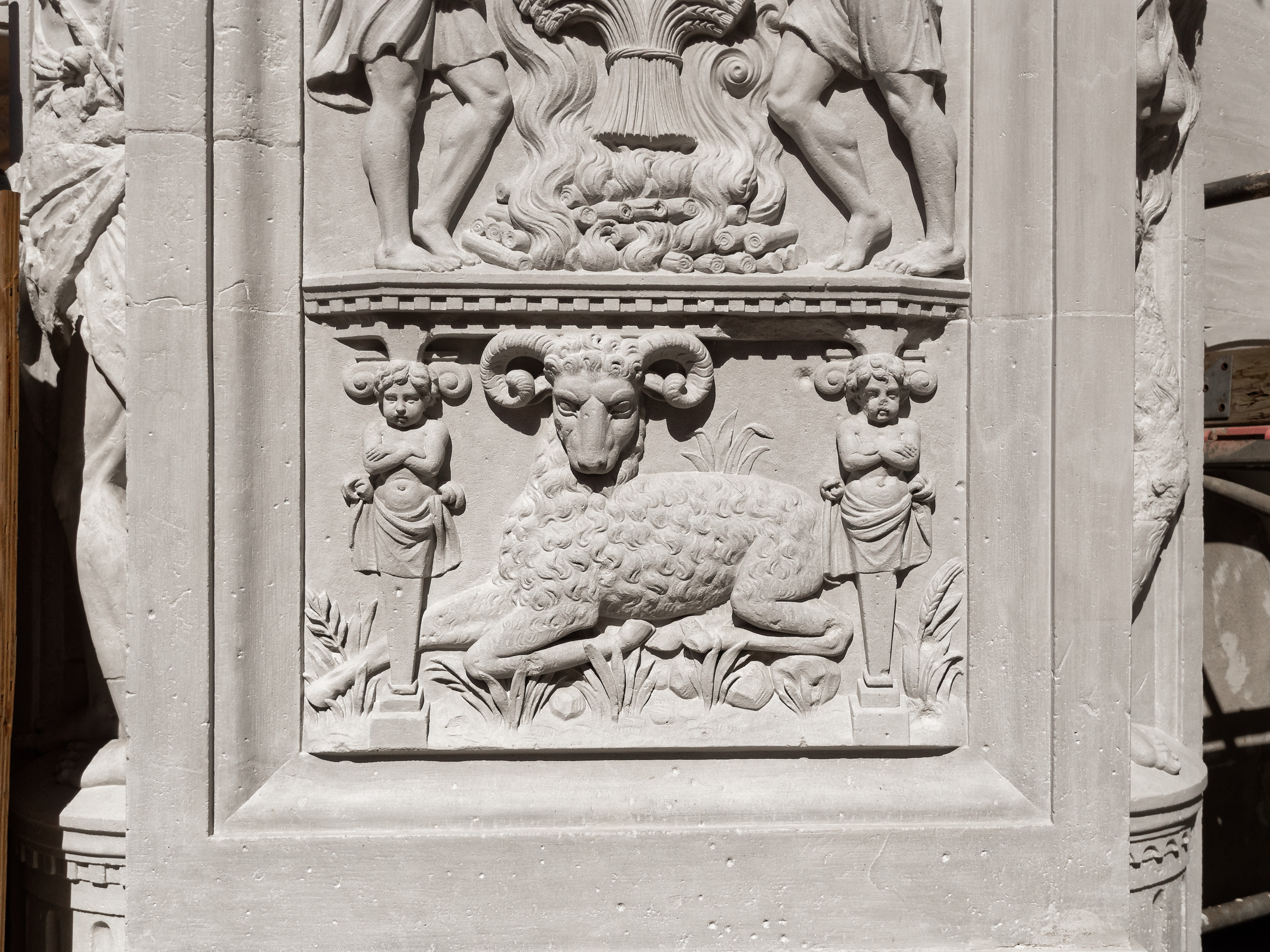
Skulptur am Nordostwendelstein des Dresdener Residenzschloss (1549/50) (Teilkopie)
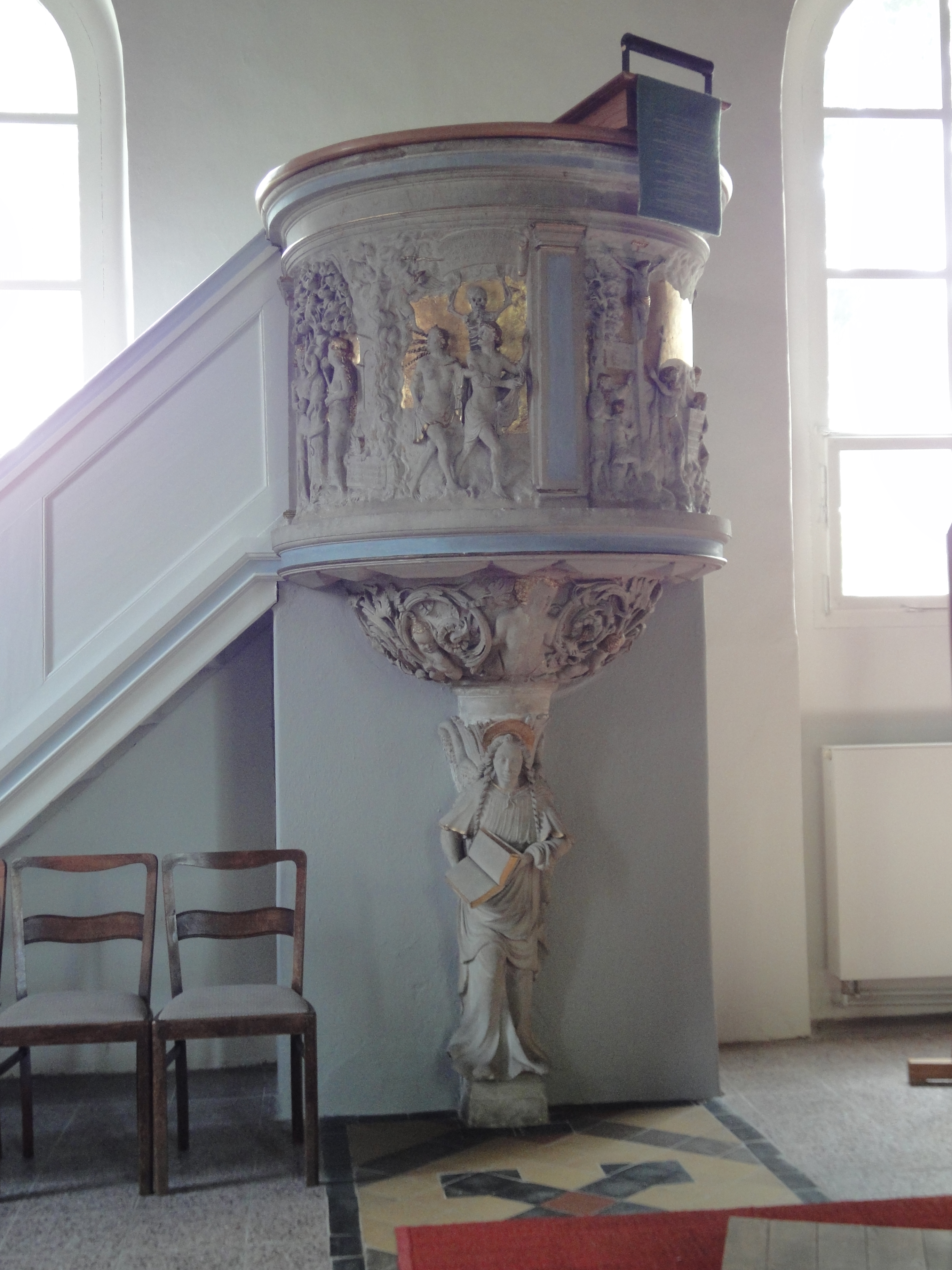
Kanzel der alten Frauenkirche in Dresden, heute in der Kreuzkirche zu Bischofswerda (1556)
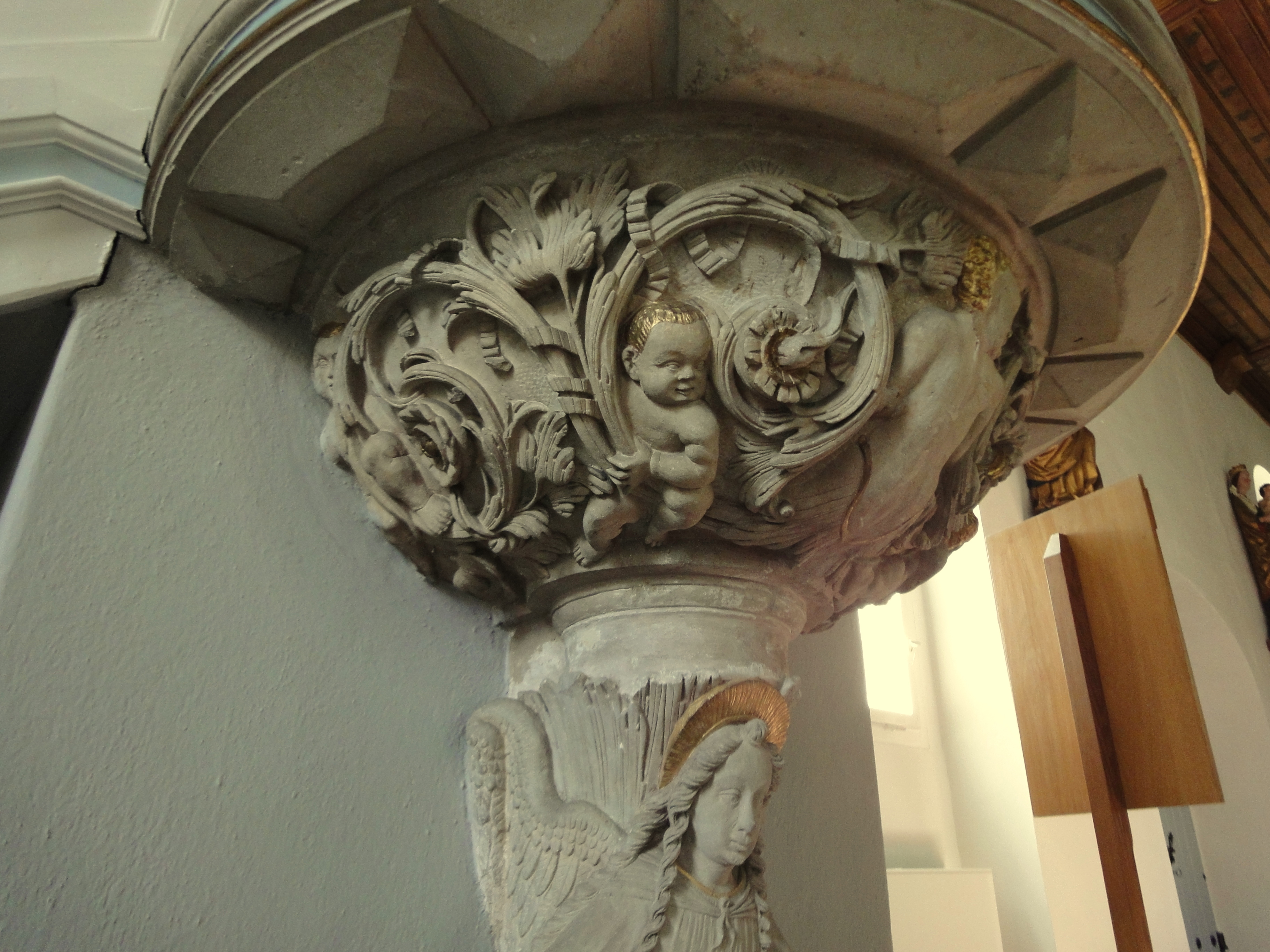
Kanzel der alten Frauenkirche in Dresden, heute in der Kreuzkirche zu Bischofswerda (1556)
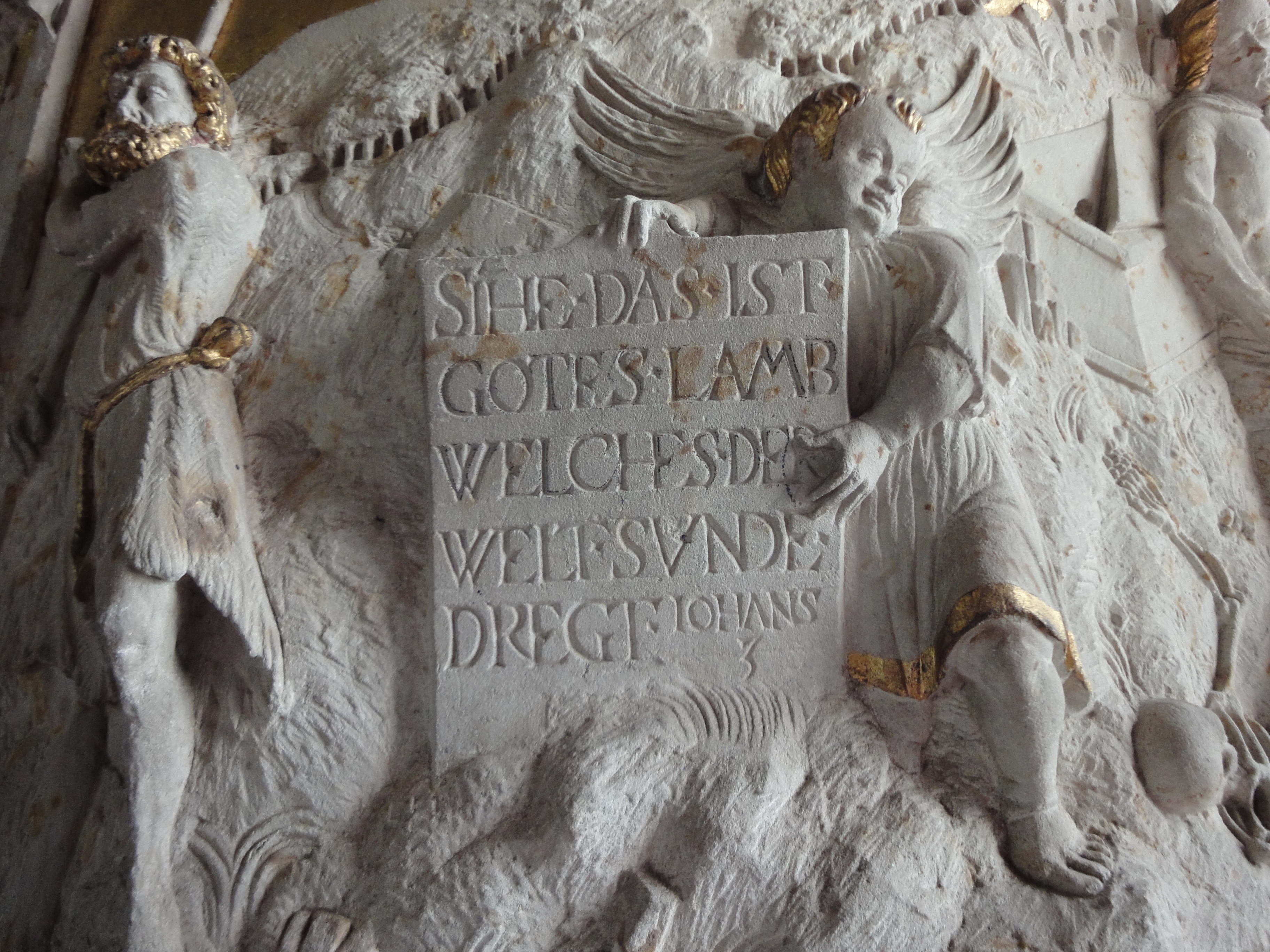
Kanzel der alten Frauenkirche in Dresden, heute in der Kreuzkirche zu Bischofswerda (1556)
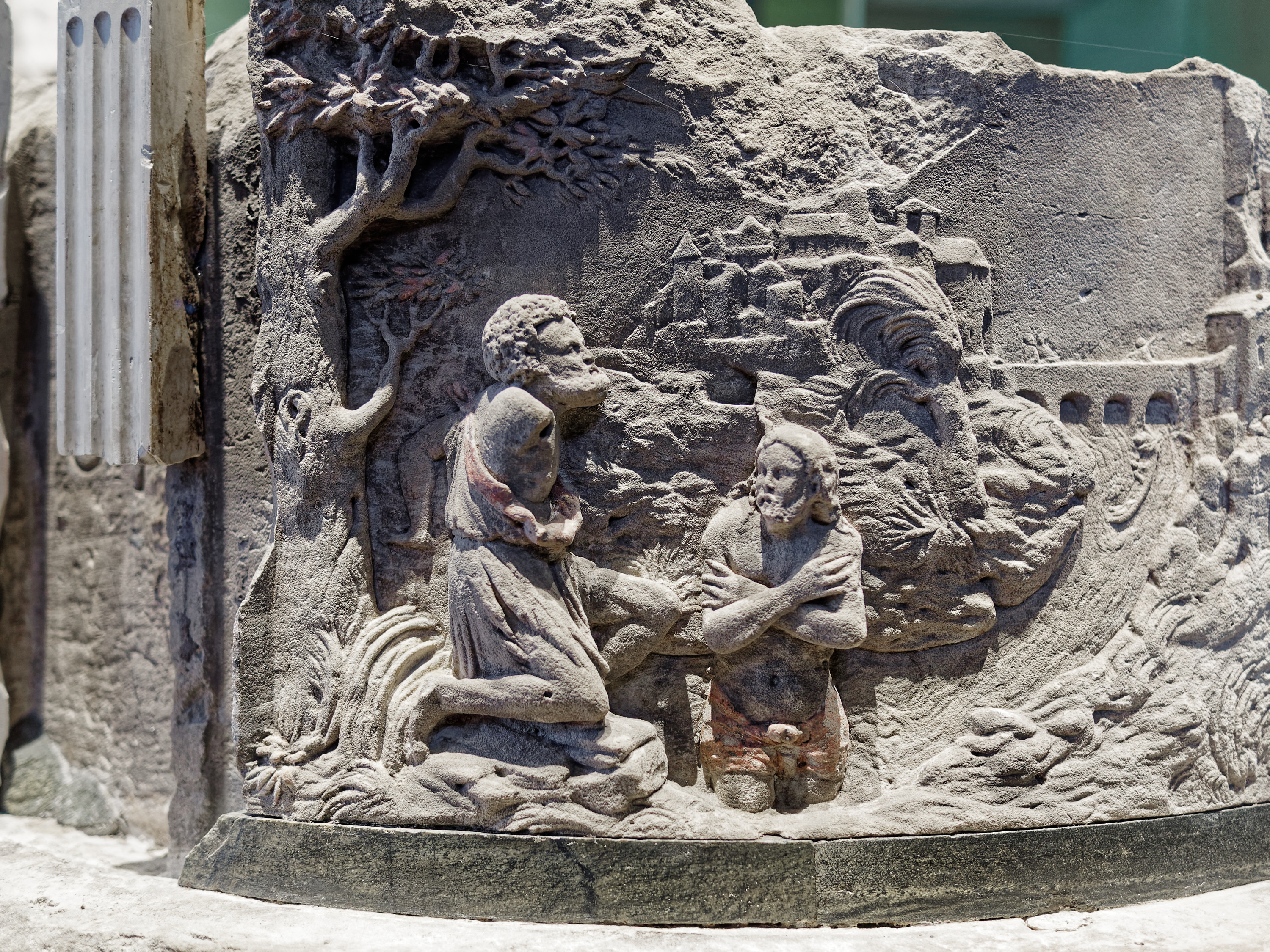
Taufstein aus der Dresdener Schlosskapelle (dat. 1558), Detail
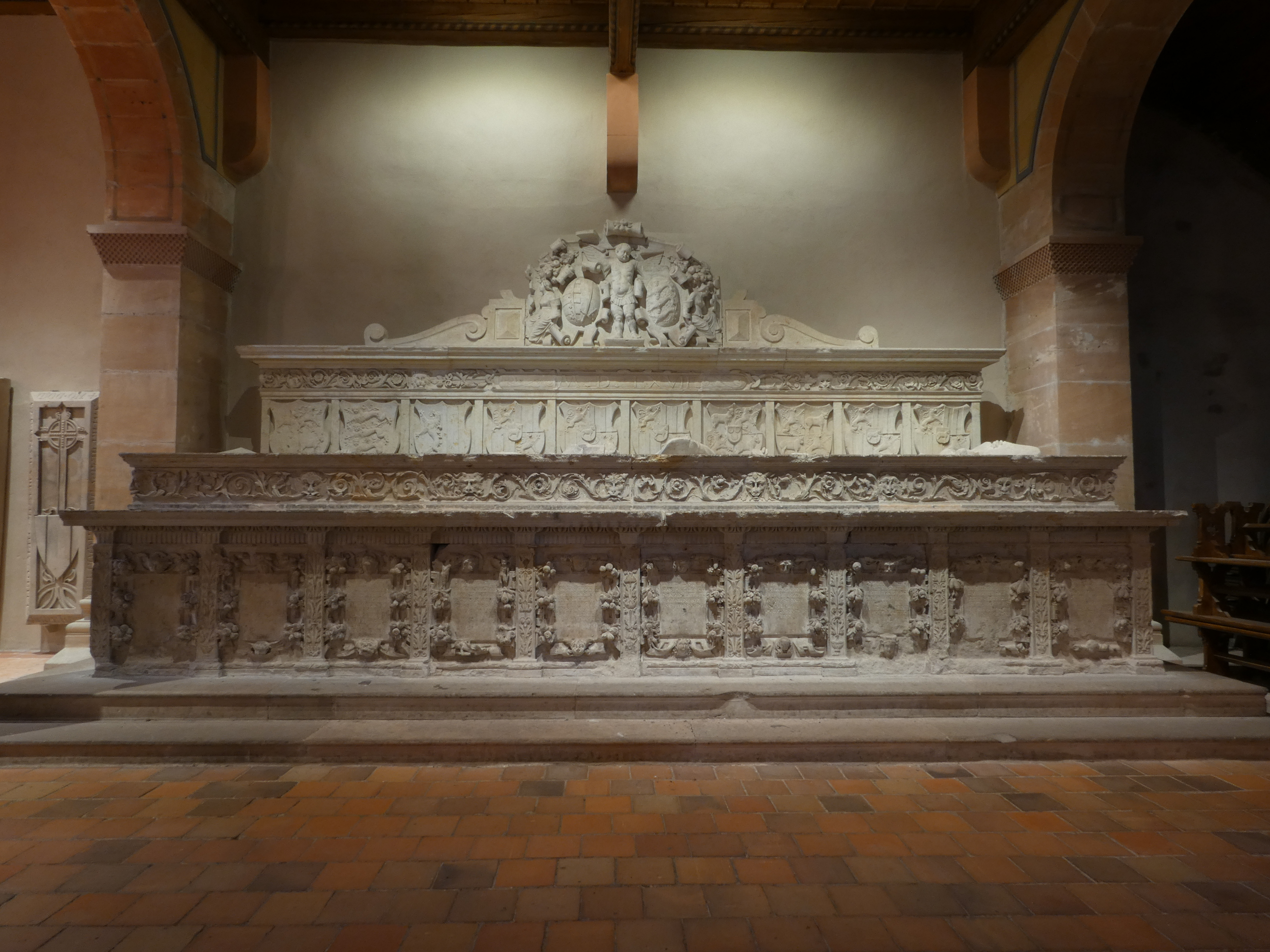
Kenotaph der Wettiner in der Klosterkirche Petersberg (1567)
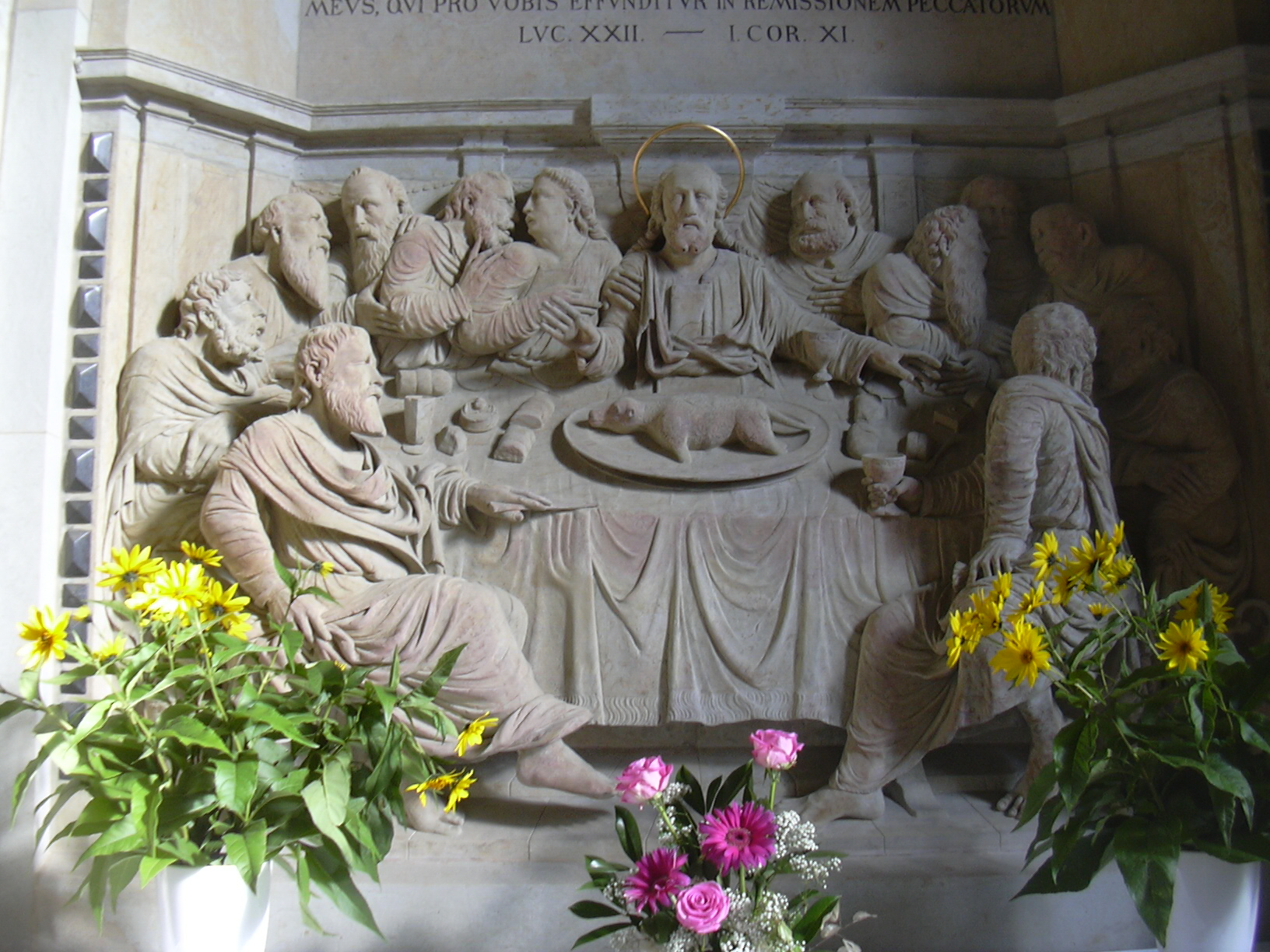
Abendmahlsszene am für die Kreuzkirche geschaffenen Altar (St.-Johannis-Kirche in Bad Schandau) (ab 1572)